# Traité de paix et d'amitié d'Amérique centrale de 1923
Le Traité de paix et d'amitié de l'Amérique centrale de 1923, officiellement connu sous le nom de Traité général de paix et d'amitié de 1923, est un traité signé par les cinq nations d'Amérique centrale (Costa Rica, Salvador, Guatemala, Honduras et Nicaragua) en 1923 qui établit que toutes les nations signataires doivent dénoncer et ne reconnaître aucun gouvernement se formant par des moyens illégaux (c'est-à-dire : coup d'État, révolution). Le traité est resté en vigueur depuis sa signature le 7 février 1923 jusqu'à sa dénonciation par la Cour de justice d'Amérique centrale en 1934.

## Histoire
Un traité similaire avait été signé et ratifié dans le Traité de paix et d'amitié d'Amérique centrale de 1907, mais le traité s'effondra en 1917 lorsque le Nicaragua dénonça le traité. 
Les cinq nations du Costa Rica, du Salvador, du Guatemala, du Honduras et du Nicaragua sont convenues de rédiger un nouveau traité ayant une fonction similaire et ont été invitées par le président des États-Unis Warren G. Harding le 4 décembre 1922 à rédiger et signer le traité à Washington DC,. Le traité souligne qu'aucune nation signataire ne doit reconnaître un gouvernement ayant accédé au pouvoir par une révolution ou un coup d'État.  Le traité interdit également la signature de tout traité secret entre les nations, la modification radicale des constitutions, aux nations d'intervenir dans les guerres civiles et réaffirme la légitimité de la Cour de justice d'Amérique centrale. Le traité impose également des limitations aux armements militaires et navals.
Les États-Unis n'ont pas signé le traité mais ont suivi ses termes tels qu'ils ont été affichés lorsque les États-Unis ont refusé de reconnaître le gouvernement du général Maximiliano Hernández Martínez qui a renversé le président démocratiquement élu Arturo Araujo le 2 décembre 1931. Le refus initial des États-Unis de reconnaître le gouvernement de Hernández Martínez a cependant conduit à l'effondrement éventuel du traité puisqu'en 1932, le Costa Rica et le Salvador ont dénoncé le traité les 23 et 26 décembre, respectivement. Bien que le Salvador n'ait jamais ratifié le traité contrairement au Costa Rica, le traité laisse seulement le Guatemala et le Nicaragua comme ses seuls adhérents légaux, puisque le Honduras ne l'a jamais ratifié non plus.
En 1934, la Cour de justice d'Amérique centrale dénonce le traité, mettant ainsi fin à sa légalité dans les cinq nations. 